# La Bañeza
La Bañeza est une commune d’Espagne, dans la province de León, communauté autonome de Castille-et-León.